# 高仲福
高仲福（1490年—？），字壽卿，號原陽，陝西西安府三原縣人，軍籍，明朝政治人物。

## 生平
正德十一年（1516年）丙子科陝西鄉試第四十二名舉人。嘉靖八年（1529年）中式己丑科會試第一百六十九名，登第三甲第四十五名進士。官临晋县知县。

## 家族
曾祖高青；祖父高亮；父高弘。嫡母宋氏；生母崔氏。慈侍下。弟高仲壽。